# Maurício Grabois
Maurício Grabois (Salvador, 2 de outubro de 1912 — Xambioá, 25 de dezembro de 1973) foi um político brasileiro, um dos fundadores do Partido Comunista do Brasil (PCdoB) e um de seus dirigentes desde a criação do partido até sua morte na Guerrilha do Araguaia, em 25 de dezembro de 1973. Foi um dos principais líderes comunistas do Brasil, junto com Luís Carlos Prestes, Carlos Marighella e João Amazonas.

## Juventude e militância
Nascido na capital baiana em 1912, Maurício foi o quinto filho do casal Agustín Grabois e Dora Kaplan, judeus russos originários de Quixineve, na Bessarábia histórica, então parte do Império Russo (atualmente, parte do óblast de Odessa, na Ucrânia). Agustín, Dora e a primeira filha do casal fugiram da Ucrânia em 1905, em meio à guerra russo-japonesa (1904-1905) e aos pogroms que então atormentavam a comunidade judaica de Quixineve (1903 e 1905). Chegaram à Argentina, onde a família cresceu e, afinal, transferiram-se para o Brasil, fixando residência em Salvador, depois de passar por Belém e Recife.
Em Salvador, Maurício cursou o ensino fundamental no Ginásio Estadual de Salvador. Aos 19 anos, mudou-se para o Rio de Janeiro (então capital do país) para estudar na Escola Militar de Realengo. Lá tomou contato com o marxismo-leninismo e passou a militar contra o fascismo - que avançava na Europa e também no Brasil, sob a forma do integralismo -, e a divulgar o comunismo entre os militares. Mais tarde, estudou na Escola Nacional de Agronomia, que abandonou no 2º ano  para se dedicar à vida política.

## Carreira política
Grabois começou a carreira política como militante da Juventude Comunista, a ala jovem do partido (que então usava a sigla PCB, mas chamava-se Partido Comunista do Brasil). Em 1934, aos 22 anos, já era a dirigente da entidade. Ingressando na Aliança Nacional Libertadora, uma facção do PCB que tentou a luta armada, ajudou a organizar a Intentona Comunista de 1935 e, após o fracasso da insurreição, editou clandestinamente o jornal A Classe Operária, que existe até hoje, e dirigiu a Vitória, editora do PCB. Foi preso no verão de 1941 e solto no ano seguinte.
Com a orientação do Komintern para que os partidos comunistas apoiassem os governos locais que lutassem contra o Eixo e a entrada do Brasil na Segunda Guerra Mundial do lado aliado, em 1943, o PCB organizou a Conferência da Mantiqueira. A comissão organizadora do evento foi chefiada por Grabois. Na ocasião, foi eleito para o Comitê Central do partido.

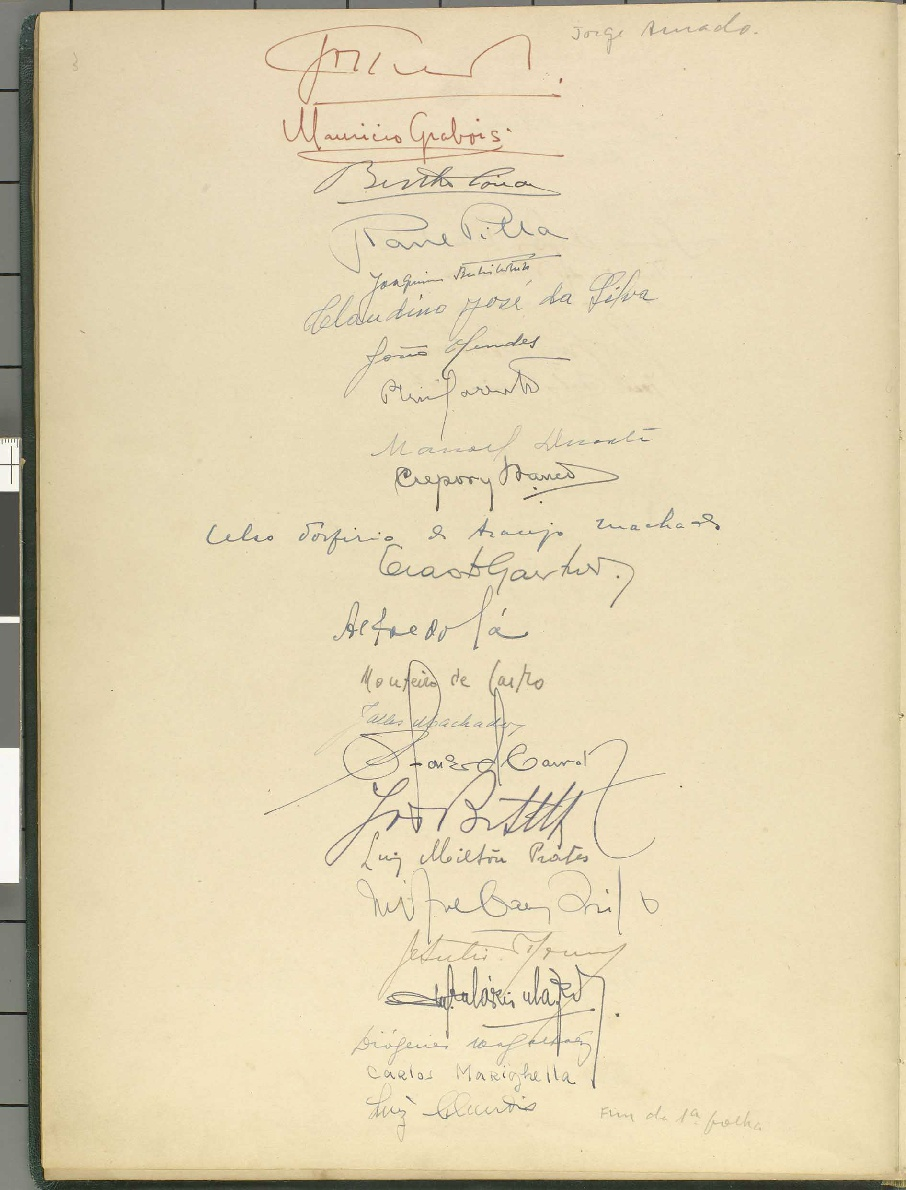
Assinatura de Grabois na promulgação da Constituição da República dos Estados Unidos do Brasil de 1946, a segunda de cima para baixo.

A derrubada de Getúlio Vargas e a legalização do PCB levaram o partido a entrar na vida democrática institucional brasileira, e Grabois foi eleito deputado federal como companheiro de chapa de Prestes, eleito senador. Participou da Assembleia Constituinte de 1945-1946 e liderou a bancada comunista, que tinha então 14 deputados (entre eles Jorge Amado). Também foi membro da Comissão de Relações Exteriores da Câmara.
Em 1947, no entanto, o registro do partido foi cassado, e o PCB passou a ser ilegal, mas continuando a existir e atuar na clandestinidade. Grabois trabalhou como relator do programa do partido e ajudou a organizar o IV Congresso do PCB em 1954, sendo reeleito para o Comitê Central.
Em 1956, Nikita Khrushchov faz um discurso no XX Congresso do PCUS denunciando os crimes de Josef Stalin e renegando o legado do líder soviético. A mudança de orientação (conhecida como Revisionismo) provoca a reorganização do PCB e, em 1962, junto com João Amazonas, Pedro Pomar, Carlos Danielli e outros, Grabois reorganiza o Partido Comunista do Brasil, mas com a sigla PCdoB.

## Luta armada
A partir de 1964, quando os militares dão um golpe de Estado no Brasil e tomam o poder, os comunistas se dividem entre os que defendem a oposição clandestina, aliada aos democratas de centro-direita (depois organizados no MDB) e os que optam pelo combate aberto (guerrilha urbana e rural). Maurício Grabois foi um dos principais defensores da posição em defesa da luta armada no partido. Em 1966, uma conferência aprova a adoção de "táticas revolucionárias" para tentar derrubar o regime militar e implantar um regime comunista no Brasil.
Para dar início a uma guerrilha na Floresta Amazônica, Grabois chega à região do Araguaia em dezembro de 1967, para organizar o levante revolucionário. Levou para lá o filho André Grabois, morto em combate em 1973. Grabois comandou por seis anos a chamada Guerrilha do Araguaia, no estado do Pará, até ser morto por forças do Exército no dia de natal de 1973, junto com mais três companheiros, um deles seu genro, Gilberto Olímpio Maria.  Seu corpo, assim como o de seu filho, André, o de seu genro, Gilberto, e os corpos dos outros 67 guerrilheiros e camponeses da Guerrilha do Araguaia, nunca foram encontrados.

## Diário
Trinta e sete anos após sua morte, veio a público um diário escrito por Grabois no Araguaia, cobrindo  um período de 605 dias na floresta, entre abril de 1972 e dezembro de 1973. Neste documento, recolhido pelo Exército na época e mantido em sigilo por quase quatro décadas, Grabois fala do dia a dia da guerrilha e de suas esperanças com relação à eficácia dela, como fomentadora de uma revolução armada popular contra a ditadura militar e pela implantação de um sistema socialista no país.

## Legado
Como teórico, Grabois manteve-se fiel à doutrina do marxismo-leninismo, combatendo o "surto revisionista", e foi um crítico severo do maoismo, o modelo de comunismo implantado na China, onde esteve por duas vezes. Em seus escritos, atacou os excessos da Revolução Cultural Chinesa.
Em sua homenagem, o PCdoB batizou sua fundação partidária com o nome de Fundação Maurício Grabois, fundada em 1995, dez anos após a legalização do partido que o militante ajudara a fundar em 1962.